# Olé ELO
Olé ELO je drugi kompilacijski album skupine Electric Light Orchestra (ELO), ki je leta 1976 izšel pri založbi United Artists Records. Prvotno je izšel kot promocijski album za ameriške radijske postaje, ko pa se je začela prodaja nelegalnih kopij izvodov albuma, je založba album izdala in s tem povečala popularnost skupine v ZDA.

## Seznam skladb
Prvotna izdaja United Artists vsebuje celotni verziji skladb »Kuiama« in »Roll Over Beethoven« kot na albumu ELO 2. Kasnejše verzije albuma založb CBS/Jet vsebujejo krajšo dolžino teh dveh skladb. Prvotne promocijske kopije so izšle na zlatih vinilih, izšla pa je tudi omejena količina promocijskih kopij na belih, rdečih in modrih vinilih.
Vse pesmi je napisal in uglasbil Jeff Lynne, razen »Roll Over Beethoven« je napisal Chuck Berry.
| Stran 1 | Stran 1               | Stran 1                             | Stran 1 |
| Št.     | Naslov                | Z albuma                            | Dolžina |
| ------- | --------------------- | ----------------------------------- | ------- |
| 1.      | „10538 Overture‟      | The Electric Light Orchestra (1971) | 5:25    |
| 2.      | „Kuiama‟              | ELO 2 (1973)                        | 11:10   |
| 3.      | „Roll Over Beethoven‟ | ELO 2                               | 8:02    |

| Stran 2 | Stran 2                       | Stran 2                                                                      | Stran 2 |
| Št.     | Naslov                        | Z albuma                                                                     | Dolžina |
| ------- | ----------------------------- | ---------------------------------------------------------------------------- | ------- |
| 4.      | „Showdown‟                    | izšel kot singl, kasneje vključen na ameriški izdaji On the Third Day (1973) | 4:12    |
| 5.      | „Ma-Ma-Ma Belle‟              | On the Third Day                                                             | 3:35    |
| 6.      | „Can't Get It Out of My Head‟ | Eldorado (1974)                                                              | 4:26    |
| 7.      | „Boy Blue‟                    | Eldorado                                                                     | 4:12    |
| 8.      | „Evil Woman‟                  | Face the Music (1975)                                                        | 4:15    |
| 9.      | „Strange Magic‟               | Face the Music                                                               | 4:05    |

## Glasbeniki
ELO
- Jeff Lynne – vokali, električna kitara, akustična kitara, bas, Moog, tolkala, klavir
- Roy Wood – vokali, akustična kitara, bas, čelo, pihala (1)
- Bev Bevan – bobni, tolkala, spremljevalni vokali
- Richard Tandy – klaviature, klavir, clavinet, Moog, kitara, Wurlitzer, spremljevalni vokali, harmonij
- Mike de Albuquerque – bas, spremljevalni vokali (2–7)
- Wilfred Gibson – violina (2–5)
- Mike Edwards – čelo (2–7)
- Colin Walker – čelo (2–5)
- Bill Hunt – rog, lovski rog (1)
- Steve Woolam – violina (1)
- Mik Kaminski – violina (6–9)
- Hugh McDowell – čelo (6–9)
- Melvyn Gale – čelo (8, 9)
- Kelly Groucutt – bas, spremljevalni vokali (8, 9)

Gost
- Marc Bolan – kitara (5)

## Lestvice
- ZDA: 24. mesto lestvice CashBox; 32. mesto lestvice Billboard 200, zlat certifikat RIAA